# 2507 Bobone
2507 Bobone eller 1976 WB1 är en asteroid i huvudbältet som upptäcktes den 18 november 1976 av Félix Aguilar-observatoriet. Den är uppkallad efter den argentinske astronomen Jorge Bobone.
Asteroiden har en diameter på ungefär 16 kilometer.